# Storhuvudsköldpadda

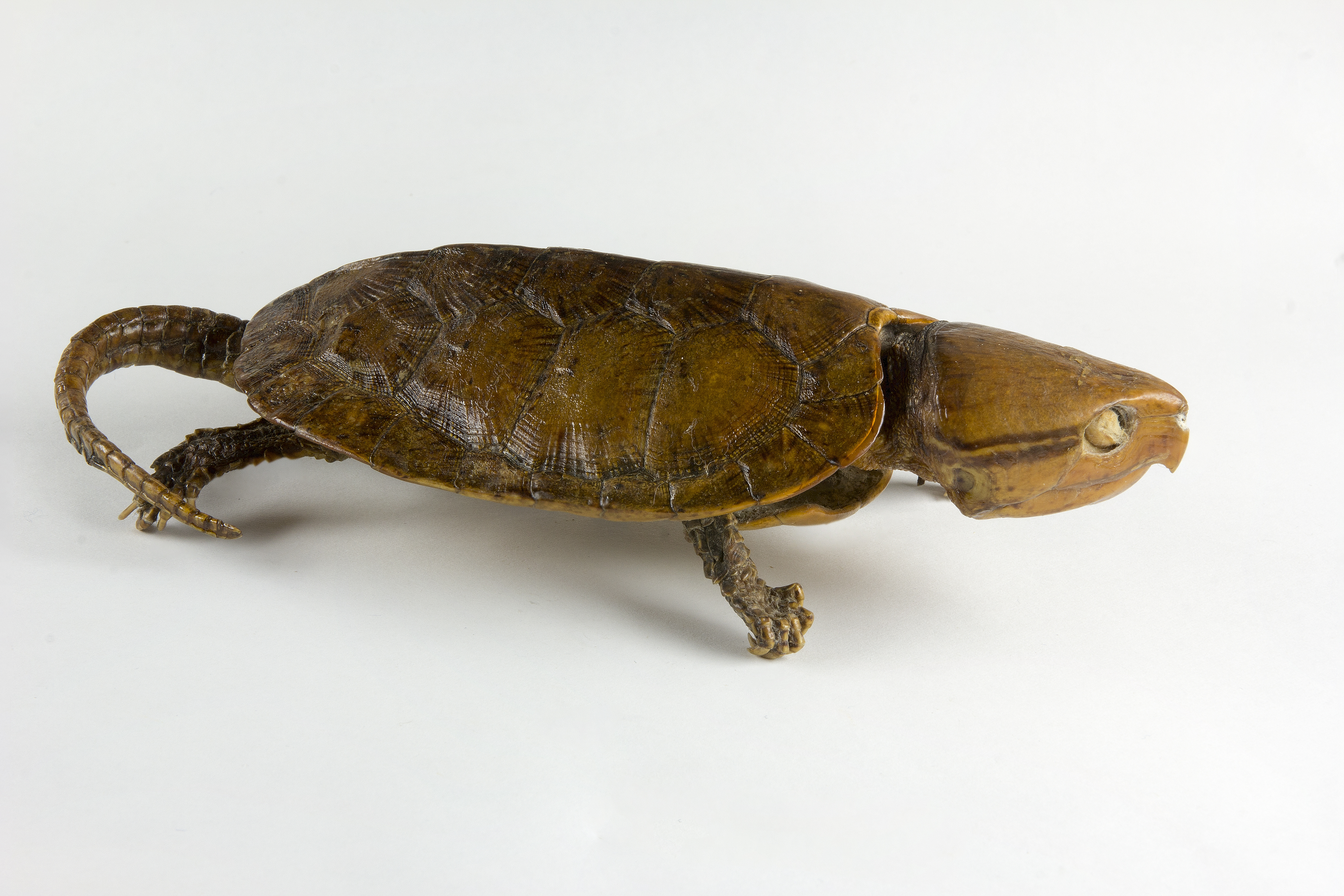
Platysternon megacephalum

Storhuvudsköldpaddan (Platysternon megacephalum) är den enda arten i familjen storhuvudsköldpaddor (Platysternidae), i ordningen sköldpaddor, förekommande i sydöstra Asien.
Utbredningsområdet sträcker sig över sydöstra Kina, Myanmar, Laos, Vietnam, Kambodja och Thailand.
Sköldpaddans sköld är ungefär 20 cm lång. Kännetecknande är ett stort huvud som den inte kan dra in i skölden. Hos skölden som täcker ovansidan varierar färgen mellan mörkbrun och gul. Undersidans sköld är oftast gulaktig. Huvudet skyddas av en benplatta på toppen och dessutom är skallen inte lika broskig som hos andra sköldpaddor utan mera fast med benvävnad.
Stora individer når ibland en längd av 40 cm. Skölden har en tydlig avplattad form med en fyrkantig främre del (vy från ovansidan) samt en avrundad bakre del. Fötterna kännetecknas av tår med kraftiga klor och en moderat utvecklad simhud mellan tårna. Påfallande är även den långa kraftiga svansen.
Den lever främst i mindre vattendrag med klippig botten i kulliga områden eller i bergstrakter. Arten är huvudsakligen nattaktiv. På dagen vilar den under stenar samt under grenar eller andra delar av träd som hamnade i vattnet. Individerna i fångenskap åt fiskar, grodor och ryggradslösa djur. Troligen har storhuvudsköldpaddan samma föda i naturen. Honan lägger en till tre ägg per tillfälle.
Storhuvudsköldpaddan har kraftiga käkar och när den känner sig hotad kan den bita vad som är mycket smärtsamt. Arten fångas i Asien för köttets skull och den säljs ofta på marknader. Dessutom fångas unga individer för att hålla de som sällskapsdjur.